# Унтерхахинг
У́нтерхахинг (нем. Unterhaching) — община в Германии, в земле Бавария.
Подчиняется административному округу Верхняя Бавария. Входит в состав района Мюнхен. Население составляет 22774 человека (на 31 декабря 2010 года). Занимает площадь 8,73 км².

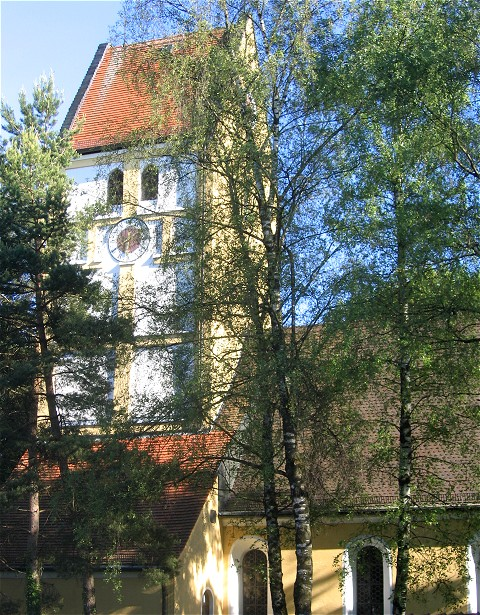
Унтерхахинг

## Спорт
ФК «Унтерхахинг» — команда одной из низших немецких лиг, 2 сезона (1999/2000 и 2000/01) провела в высшей лиге Германии — первой Бундеслиге. Основана на базе спортивного общества города в 1925 году. В годы нацизма была закрыта фашистскими властями как «политически ненадежная». Во второй бундеслиге команда показывает достаточно успехов, однако, играет довольно нестабильно. 10 июля 2007 года команда проиграла в товарищеском матче московскому «Спартаку» со счетом 1:2.